# پل دایر (بازیکن فوتبال)
پل دایر (انگلیسی: Paul Dyer؛ زادهٔ ۲۴ ژانویهٔ ۱۹۵۳) بازیکن فوتبال اهل بریتانیا است.
از باشگاه‌هایی که در آن بازی کرده‌است می‌توان به باشگاه فوتبال ابسفلیت یونایتد، باشگاه فوتبال چلمزفورد سیتی، باشگاه فوتبال نوتس کانتی، و باشگاه فوتبال کولچستر یونایتد اشاره کرد.